# Hans Millonig
Johann Millonig, född 11 september 1952 i Villach i Kärnten, är en österrikisk tidigare backhoppare. Han representerade SV Achomitz.

## Karriär
Hans Millonig debuterade internationellt under den österrikiska delen av tysk-österrikiska backhopparveckan säsongen 1970/1971 i Bergiselschanze i Innsbruck 3 januari 1971. Han blev nummer 74 och sist i första tävlingen i backhopparveckan. Millonig tävlade 11 säsonger i backhopparveckan och blev som bäst nummer tre i en deltävling, i nyårstävlingen i Garmisch-Partenkirchen i Västtyskland 1 januari 1975.
Sedan tävlingssäsongen 1979/1980 har Världscupen i backhoppning arrangerats. Hans Millionig startade i allra först världscuptävlingen i Cortina d'Ampezzo i Italien 27 december 1979. Toni Innauer från Österrike vann tävlingen före landsmännen Hubert Neuper och Alfred Groyer. Millonig blev nummer 6. Millonig vann sin enda deltävling i världscupen i normalbacken i Planica i dåvarande Jugoslavien 21 mars 1980. 
Under olympiska spelen 1980 i Lake Placid i USA tävlade Hans Millonig i normalbacken. Där blev han nummer 25 i en tävling som vanns av Jouko Törmänen från Finland och där Österrike fick sina andra tre tävlanden bland de fem bästa.
Millonig startade i sin sista världscuptävling på hemmaplan i Paul-Ausserleitner-Schanze i Bischofshofen 6 januari 1981. Han blev nummer 22 i sin sista internationella tävling. Han avslutade backhoppningskarriären 1981.